# Frankfurter Tor

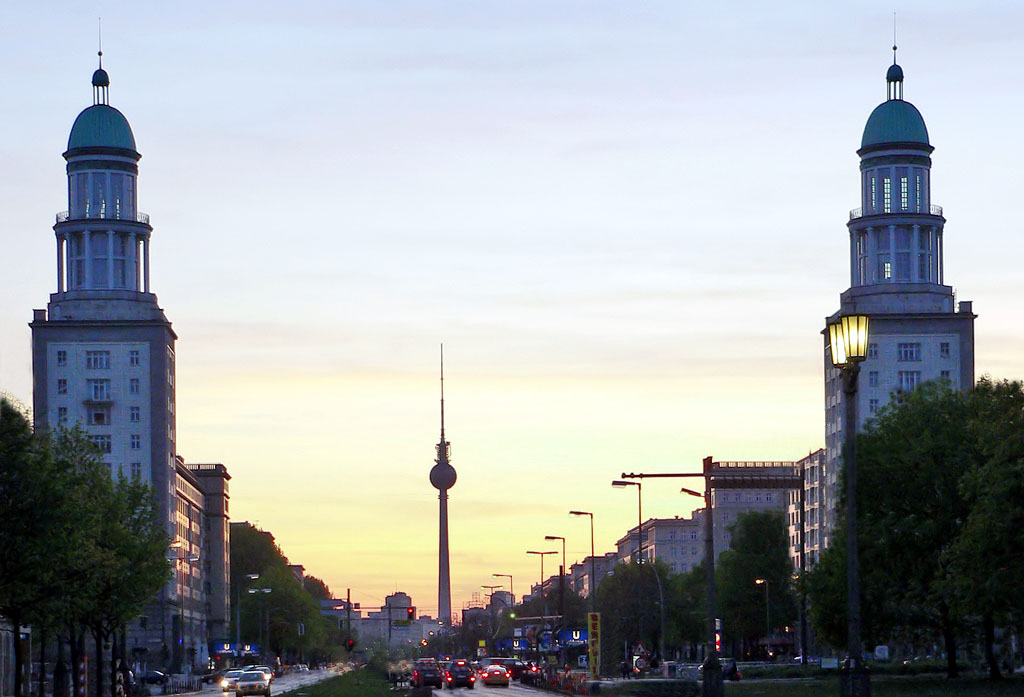
Frankfurter Tor

Frankfurter Tor är idag en öppen plats i Berlin-Friedrichshain i Tyskland.
Namnet går tillbaka till den gamla stadsporten Frankfurter Tor som var en del av Berliner Zollmauer fram till mitten av 1800-talet. När tullmuren togs bort revs även porten 1867 och även det gamla Frankfurter Tor byggdes bort men ligger i närheten av dagens Weberwiese längs med Karl-Marx-Allee. Det som idag heter Frankfurter Tor bär namnet sedan 1957 då platsen skapades som en del av återuppbyggandet i Östberlin. Platsen kännetecknas genom de två markanta och karaktäristiska tornen. Under Frankfurter Tor ligger en tunnelbanestation med samma namn från 1930, Frankfurter Tor station.